# Quatzenheim
Quatzenheim é uma comuna francesa na região administrativa de Grande Leste, no departamento Baixo Reno. Estende-se por uma área de 3,08 km². Em 2010 a comuna tinha 800 habitantes (densidade: 259,7 hab./km²).